# Orticina
En tauromaquia, la orticina es un lance o suerte que se realiza con el capote. La orticina debe su nombre al torero mexicano Pepe Ortiz, que la realizó por primera vez el 6 de febrero de 1927 en la ciudad de México.
Es una suerte derivada de la chicuelina y la gaonera. Con el capote por delante del cuerpo, se inicia la suerte como si se tratara de una verónica, pero en el momento en el que el animal mete la cara, se invierte el capote para torearle con el reverso del mismo. Cuando el animal ha llegado al torero, éste, al tiempo que le torea, gira sobre sí mismo, como en una navarra, acompañando el viaje del toro hasta quedarse colocado nuevamente de frente y en posición de ligar la siguiente orticina u otro tipo de recurso. Al quite por orticinas, Ortiz solía rematarlo con la media tijerilla.
La orticina fue una suerte practicada con mucha asiduidad durante las tres primeras décadas del siglo XX. Durante los últimos años, han sido sobre todo toreros de origen mexicano los que han puesto más en práctica este lance, siendo el matador Eloy Cavazos uno de sus máximos representantes. Entre los toreros españoles fue Luis Reina quien mejor la llevó a cabo. Otros toreros como Rafael de Paula, Luis Francisco Esplá o Julio Robles también la realizaron en alguna ocasión durante sus faenas.